# Пиаченца
Пиаченца (на италиански: Piacenza; на латински: Placentia) е град на региона Емилия-Романя в северна Италия. Главен град на едноименната провинция Пиаченца. Към 31 декември 2017 г. населението на града е 103 082 жители.

## Спорт
Представителният футболен отбор на града се казва Пиаченца Калчо и фалира през 2012 година.

## Известни личности
Родени в Пиаченца
- Филипо Индзаги (р. 1973), футболист
- Луиджи Поджи (1917 – 2010), духовник
- Джорджо Армани (р. 1934), моден дизайнер

## Побратимени градове
- Ерфурт, Германия
- Пласенсия, Испания